# 希臘語譯員
《希臘語譯員》是柯南·道爾所著的福爾摩斯探案的56個短篇故事之一，收錄於《福爾摩斯回憶錄》。福爾摩斯的哥哥邁克羅夫特·福爾摩斯首次登場。

## 故事簡介
名偵探夏洛克·福爾摩斯介紹哥哥邁克羅夫特·福爾摩斯給助手約翰·H·華生認識，而邁克羅夫特又介紹了一個朋友給他們認識。這個朋友懂得希臘語，突然一天被人請做翻譯，但對方卻要求他為一位被禁錮的人做翻譯，他認為事態可疑，於是向福爾摩斯請教。福爾摩斯經過調查後，發現一宗謀財害命的兇手案將要發生，兇徒欲殺了該名人士然後侵吞他妹妹的財產。